# 梣叶槭

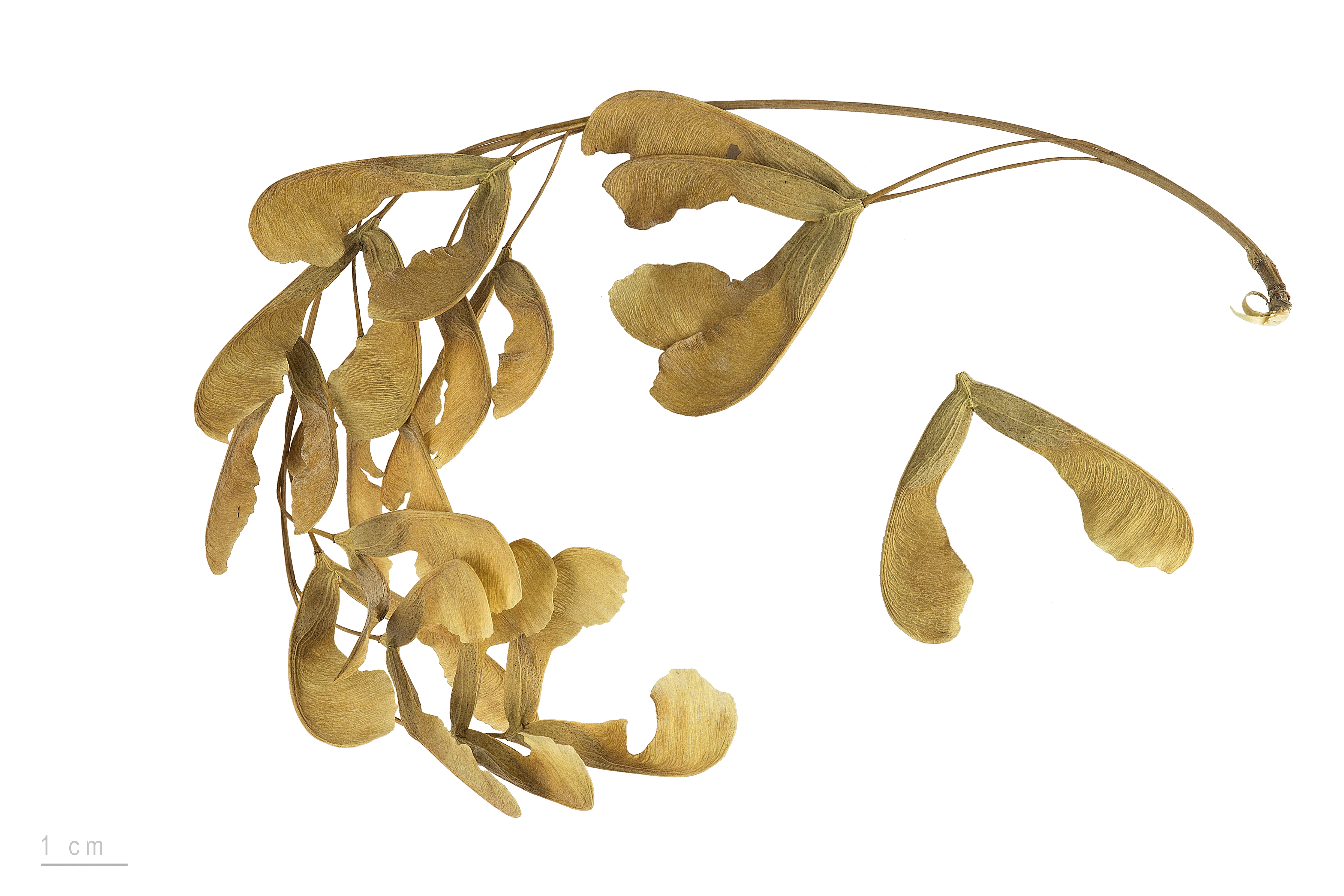
Acer negundo

梣叶槭（学名：Acer negundo），为槭树科槭属下的一个植物种。